# Регенштауф
Регенштауф (њем. Regenstauf) град је у њемачкој савезној држави Баварска. Једно је од 41 општинског средишта округа Регенсбург. Према процјени из 2010. у граду је живјело 15.013 становника. Посједује регионалну шифру (AGS) 9375190.

## Географски и демографски подаци
Регенштауф се налази у савезној држави Баварска у округу Регенсбург. Град се налази на надморској висини од 334–580 метара. Површина општине износи 99,5 km². У самом граду је, према процјени из 2010. године, живјело 15.013 становника. Просјечна густина становништва износи 151 становника/km².